# Добаш бразильський
Доба́ш бразильський (Picumnus nebulosus) — вид дятлоподібних птахів родини дятлових (Picidae). Мешкає в Південній Америці.

## Опис

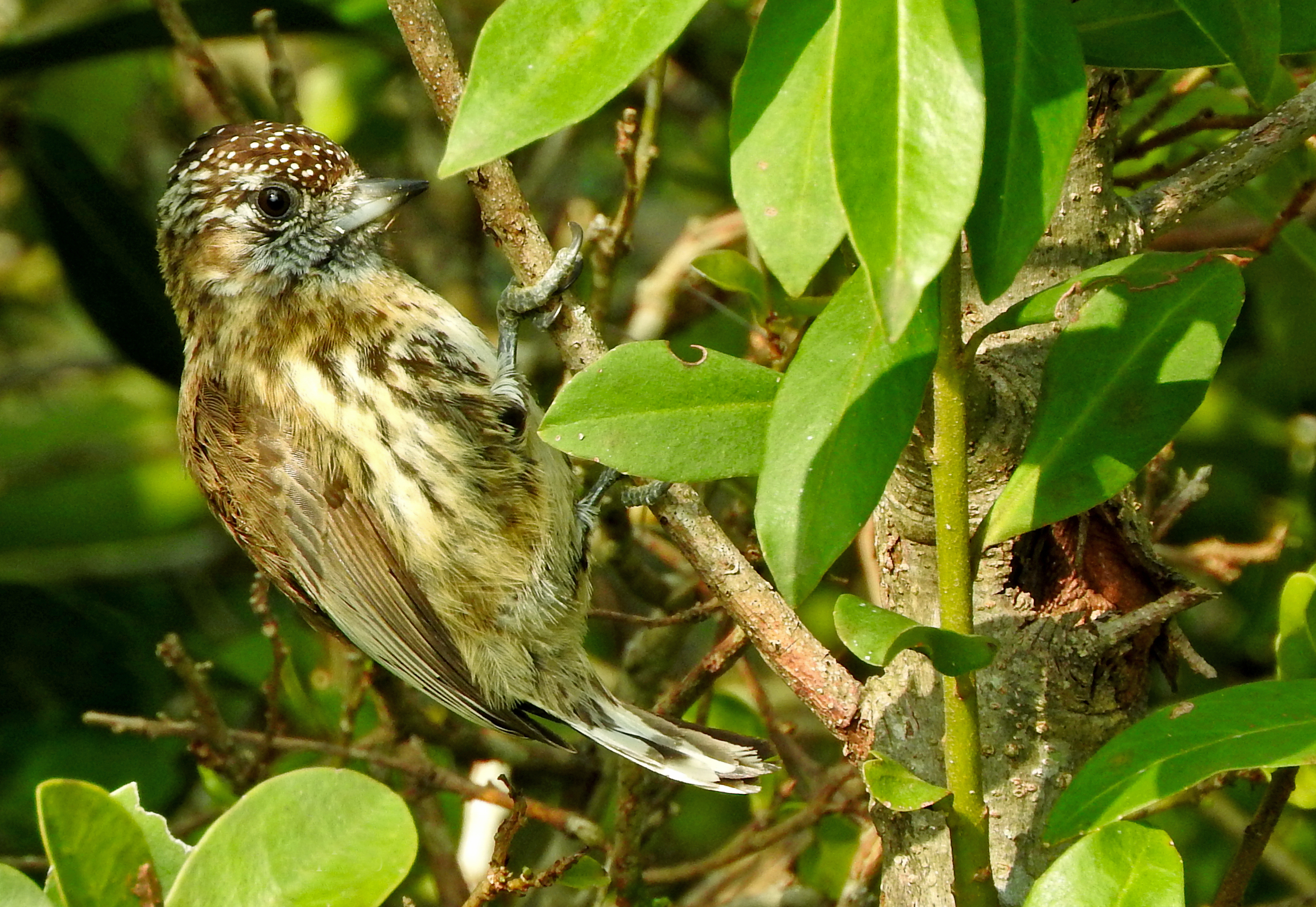
Бразильський добаш

Довжина птаха становить 10-11 см. Тім'я, щоки і підборіддя поцяткована чорними і білими плямками, за очима великі білі плями. У самців на передній частині тімені є червона пляма. Потилиця і шия охристі або коричневі, спина рудувато-коричнева, крила коричневі з блідими краями. Хвіст чорний, центральні стернові пера білі, на крайніх стернових перах є білі смуги. Груди, живіт і боки рудувато-коричневі, поцятковані чорними смужками і плямками. Очі карі, навколо очей сірі кільця. Дзьоб чорнуватий, лапи сірі. Забарвлення молодих птахів подібне до забарвлення самиць. однак тім'я у них шоколадно-коричневе, а нижня частина тіла менш смугаста.

## Поширення і екологія
Бразильські добаші мешкають на південному сході Бразилії, на південь від центральної Парани. на північному сході Аргентини (Місьйонес, Коррієнтес) та в Уругваї.  Вони живуть у вологих рівнинних і гірських араукарієвих лісах з густим бамбуковим підліском. Зустрічаються на висоті до 1100 м над рівнем моря. Гніздяться в дуплах дерев, сезон розмноження триває з жовтня по грудень.